# We Don’t Wanna Put In
We Don’t Wanna Put In — песня, с которой грузинская группа «Стефане и 3G» хотела представить Грузию на конкурсе песни «Евровидение-2009», проходившем в Москве.

## Национальный финал
18 февраля 2009 года на первом канале общественного телевидения Грузии прошёл отборочный конкурс, определивший исполнителя, который будет представлять Грузию на конкурсе песни «Евровидение».
Победителем стала группа «Stephane и 3G» с песней «We Don’t Wanna Put In».

## Утверждения о политическом подтексте
В феврале 2009 года некоторые российские СМИ отмечали, что песня на слух может восприниматься как текст, содержащий упоминание имени некоего «Путина», на которого обращена фраза «мы не хотим», что было истолковано как аллюзия на действующего Председателя Правительства России В. В. Путина: строки We don’t wanna put in / The negative move, / It’s killin' the groove на слух могут пониматься как «Мы не хотим Путина / Это разрушение / Это убивает весь кайф». Также в тексте есть строка: You better change your perspective («Вам лучше сменить свой угол зрения»). После проведения внутреннего отборочного тура «Евровидения 2009» исполнитель Стефане заявил, что «взялся за эту песню только потому, что там есть эти словосочетания», тем самым не скрывая политического подтекста песни, являющейся протестом Грузии против войны с Россией в августе 2008 года.
20 февраля 2009 года в прессе появилась информация, что текст песни будет изменён. Также сообщалось, что этому способствовала выступавшая в 2008 году на «Евровидении» от Грузии певица Диана Гурцкая, назвавшая выбор этой песни «огромной ошибкой и провокацией, которую нельзя допустить». Но уже к вечеру того же дня руководитель национального проекта отбора коллектива на конкурс Натиа Узнадзе опровергла эту информацию, заявив, что текст песни изменяться не будет и что Диана Гурцкая никак не пыталась повлиять на решение отборочного жюри.
Продюсер Димы Билана, победителя «Евровидения 2008», Яна Рудковская назвала песню Грузии аморальной, выступив за её дисквалификацию:

На мой взгляд, это аморально. Я считаю, что совет Евровидения и руководство Первого канала не должны допустить эту песню до участия, поскольку она оскорбляет нашу страну.

Один из лидеров грузинской оппозиции Давид Гамкрелидзе назвал текст песни провокационным, посоветовав изменить его.

## Отказ от участия в конкурсе
10 марта 2009 года в различных средствах массовой информации появилось сообщение о том, что Европейский вещательный союз потребовал от Грузии внести изменения в текст песни группы «Стефане и 3G» Как сообщается на официальном сайте Европейского вещательного союза, песня «We don’t wanna put in» не соответствует требованиям 4 пункта 9 правила проведения «Евровидения». Согласно правилам, песни «не должны вредить репутации выступления или песенному конкурсу Евровидение». Текст и название песни «Стефане и 3G», в котором можно усмотреть намёк на премьер-министра РФ Владимира Путина, по мнению организаторов «Евровидения», нарушает правила конкурса.
Чтобы всё же принять участие в конкурсе, Грузии до 16 марта необходимо было либо выбрать другую песню, либо изменить текст уже выбранной.
11 марта 2009 года продюсер компании «Евровидение-Грузия» Натия Узнадзе заявила об официальном отказе Грузии выступать на песенном конкурсе «Евровидение 2009»:
Мы отказались от участия в конкурсе в знак протеста. Мы не будем менять текст песни «We don’t wanna put in», с которой Грузия намеревалась выступить на конкурсе.
Министр культуры Грузии Ника Руруа заявил: «Уверен, что руководство „Евровидения“ испытывало беспрецедентное давление со стороны России. Тем более, что Россия для этого может использовать серьёзный финансовый рычаг».